# Saints Row (відеогра, 2022)
Saints Row — відеогра та перезавантаження серії Saints Row, яка вийшла 23 серпня 2022 року для платформ PlayStation 4, PlayStation 5, Xbox One, Xbox Series X/S та Microsoft Windows. Розроблена тією ж студією Volition, яка розробляла попередні частини, а видавець гри  — Deep Silver.

## Ігровий процес
У Saints Row гравець збирає нову групу у вигаданому місті Санто-Ілесо, що базується на південному заході Америки. Нова банда намагається взяти під контроль різні сучасні злочинні угруповання у місті від трьох інших вигаданих угруповань, які керують різними сегментами Санто-Ілесо: Ранчо Провіденсіо, занедбане сільське місто, Ель-Дорадо, пристань для азартних ігор казино, яку можна порівняти з Лас-Вегасом та Монте-Віста, передмістя. Нове місто буде включати більше вертикальних областей з інструментами, які гравець зможе використовувати, щоб скористатися цим.
Як «перезавантаження» франшизи, гра відступає від «дурного» тону, яким пішли Saints Row 4 та останні ігри серії, замість цього повертаючи баланс, який мав Saints Row: The Third. Джеремі Бернштейн з Volition порівняв Saints Row 4 з Moonraker із серії фільмів про Джеймса Бонда, адже все вийшло настільки далеко за межі реальності, що їм потрібно знову все перемотати назад.

## Розробка
THQ Nordic оголосила в серпні 2019 року, що Volition розробляє повний перезапуск серії Saints Row. Материнська компанія Koch Media заявила, що надає розробнику час і простір для того, щоб зробити гру достойною. Серія мала тернисту історію за роки до розробки перезавантаження. Попередньою повною грою в серії був Saints Row 4 (2013) та автономне розширення Saints Row: Gat out of Hell (2015). Серія «Agents of Mayhem» (2017) продавалася погано і призвела до звільнень. Права на серію передавалися між кількома компаніями: THQ опублікувала ігри ранньої серії, з Deep Silver, поточним видавцем гри Saints Row, яка придбала права на серію після закриття THQ. Saints Row було офіційно оголошено як «перезавантаження» франшизи у серпні 2021 року на Gamescom.
У квітні 2022 року відбувся витік скриншотів гри, які були викладені на сайті Reddit і на яких з різних ракурсів було представлено пустельну локацію та інші її пам'ятки. 21 квітня 2022 року розробники випустили трейлер ігрового процесу, у якому було показано можливість кастомізації зовнішнього вигляду персонажів, автомобілів, зброї та інших елементів. 27 квітня 2022 року розробники випустили трейлер, в якому розповідалося про один із внутрішньоігрових ресторанів «Чалупакабра», який гравець може купити для ведення бізнесу та заробляння грошей. 18 травня 2022 року в Інтернеті з'явилося шість нових скриншотів гри
Спочатку Saints Row мав вийти 25 лютого 2022 року для платформ PlayStation 4, PlayStation 5, Xbox One, Xbox Series X/S і Microsoft Windows; однак гру було відкладено до 23 серпня 2022 року. Версія для ПК є ексклюзивом для цифрового магазину Epic Games Store. Бонус за попереднє замовлення та спеціальні цифрові видання включають додатковий косметичний контент. Після випуску, за планом для гри мають вийти ще три доповнення як контент завантаження.